# Telstar 18V
O Telstar 18V (também conhecido por Telstar 18 Vantage e Apstar 5C) é um satélite de comunicação geoestacionário construído pela Space Systems/Loral (SS/L). Ele está localizado na posição orbital de 138 graus de longitude leste e é operado pela Telesat Canada. O satélite foi baseado na plataforma SSL-1300 e tem uma expectativa de vida útil de 15 anos.

## Características
A Telesat Canada assinou um contrato com a Space Systems/Loral (SS/L) em dezembro de 2015 para a construção do satélite Telstar 18V ou Telstar 18 Vantage.
O Telstar 18V é um satélite de comunicações com duas cargas de alto rendimento, uma em banda Ku e outra em banda Ka.
O novo satélite chamado de Telstar 18 Vantage opera a partir da posição orbital de 138 graus leste e vai expandir significativamente a capacidade da Telesat sobre a região da Ásia-Pacífico através de uma combinação de feixes regionais com vigas pontuais de largo e alto rendimento. A Telesat também anunciou que firmou um acordo com a APT Satellite Holdings Limited (Apstar) ao abrigo do qual a Apstar faz uso da capacidade do Telstar 18V para servir sua base crescente de clientes. Este acordo amplia o relacionamento de longo prazo entre Apstar e Telesat que já existe há mais de uma década.
Equipado com transponders nas bandas C e Ku, o Telstar 18V oferece um desempenho superior para as emissoras, provedores de serviços de telecomunicações e redes corporativas no solo, no ar e no mar. Sua ampla cobertura de banda C estende em toda a região da Ásia para o Havaí permitindo conectividade direta entre qualquer ponto entre a Ásia e a América. Sua capacidade de banda Ku expandiu a cobertura do crescente mercado de serviços por satélite da Telesat na China, Mongólia, Sudeste da Ásia e do oceano Pacífico.

## Lançamento
O satélite foi lançado com sucesso ao espaço no ano 10 de setembro de 2018, às 04:45 UTC, por meio de um veículo Falcon 9 Full Thrust, a partir da Estação da Força Aérea de Cabo Canaveral, na Flórida, Estados Unidos.